# Asociación de Abogados de la Ciudad de Nueva York
La Asociación de Abogados de la Ciudad de Nueva York (en inglés: New York City Bar Association) ubicada en Nueva York, Nueva York. La sede de la Asociación de Abogados de la Ciudad de Nueva York se encuentra inscrita en el Registro Nacional de Lugares Históricos desde el 3 de enero de 1980. Cyrus L. W. Eidlitz fue el arquitecto de la sede de la Asociación de Abogados de la Ciudad de Nueva York.

## Ubicación
La Asociación de Abogados de la Ciudad de Nueva York se encuentra dentro del condado de Nueva York en las coordenadas 40°45′18″N 73°58′57″O / 40.755, -73.9825.